# Cotidiano Mujer (revista)
Cotidiano Mujer fue una publicación periódica uruguaya del colectivo homónimo Cotidiano Mujer, editada de forma continuada entre 1985 y 2013 con la intención de debatir sobre derechos humanos y derechos de las mujeres. Desde sus comienzos, la revista tuvo el objetivo de dar visibilidad a aspectos de la vida cotidiana de las mujeres. 

## Historia
La revista Cotidiano Mujer fue fundada por Lilián Celiberti, Elena Fonseca y Anna María Colucci, al finalizar la dictadura cívico-militar, cuando Celiberti salía de la cárcel. En ese momento había una efervescencia política y social vinculada a la transición democrática, que facilitó la visibilidad pública de una segunda ola feminista que emergía en el Uruguay. Esta nueva agenda feminista buscaba avanzar más allá de los derechos civiles y políticos formales, para plantear las problemáticas de la vida cotidiana, como el reparto del trabajo y el poder en el interior de las familias.
En este contexto se enmarca la aparición de la revista, cuyo primer número se publicó en septiembre de 1984 y fue financiado con el aporte económico de Colucci.
La revista tuvo cinco épocas, abarcando los años entre 1985 y 2013, con varias interrupciones. En sus 63 números, la revista trató temas como los derechos laborales, los derechos sexuales y reproductivos, la despenalización del aborto, la participación política de las mujeres, la participación de mujeres en el deporte, la diversidad sexual (en especial el lesbianismo), la maternidad, los cuidados, el racismo, la migración y la laicidad, entre otros. La legalización voluntaria del embarazo en Uruguay fue una de las principales banderas de lucha de la organización y de la revista, que inició una campaña para que se despenalizara el aborto en 1989. Otro tópico importante de la revista fue el cuestionamiento a la imagen de las mujeres en los medios de comunicación tradicionales. En esta área, se realizó en 1997, con apoyo de Unicef, un monitoreo de medios que produjo más de 25.000 fichas de registro sobre temas relacionados con mujer e infancia.

## Equipo
Entre sus editoras estuvieron Elvira Lutz, Lilián Abracinskas, Brenda Bogliaccini, Lilian Celiberti, Lucy Garrido, Ivonne Trías, Ana Danielli y Elena Fonseca. También escribieron para la revista Telia Negrão, Cecilia Gordano, Luciana da Luz Silva, Jone Bengoetxea Epelde, Julia Zanetti, María Silvana Sciortino, Cecilia Olea, Virginia Vargas, Betânia Ávila, Ana Cristina González Vélez, Rafael Sanseviero, Paul Flores Arroyo, Teresa Lanza Monje, Carmen Silva, Alma Espino, Diana Maffia, Marta López, Marta Lamas, Alicia Miyares, Raquel Olea, Fanny Puyesky, Silvana Pissano, Margarita Percovich, Alejandra Sardá, Roxana Vásquez Sotelo, Ana Güezmes, Line Bareiro, Ana Falú, Verónica Pérez, Flor de María Meza, Constanza Moreira, Valeria España y Lucía Pérez, entre muchas otras.
En 2016 Cotidiano Mujer puso a disposición con licencia Creative Commons los primeros ejemplares, correspondientes a su primera época, publicados en forma mensual entre setiembre de 1985 (n°1) y noviembre de 1989 (n°33). En 2018 digitalizó y puso a disposición los ejemplares desde la segunda hasta la cuarta época, con lo que, sumando los ejemplares de la quinta época, que ya se encontraban disponibles, terminó de digitalizar todo el archivo de la revista para su libre acceso.